# Numero di legame
Per una molecola di DNA circolare chiuso in stato rilassato, il numero di legame è semplicemente il numero di coppie di basi diviso il numero di coppie di basi per giro, che è vicino ai 10,5 (nel DNA in forma B è indicato con Lk e in questo caso Lk = 200).
Perché una molecola di DNA circolare abbia una proprietà topologica come il numero di legame, è necessario che nessuna delle due catene presenti delle interruzioni.